# Potthucke

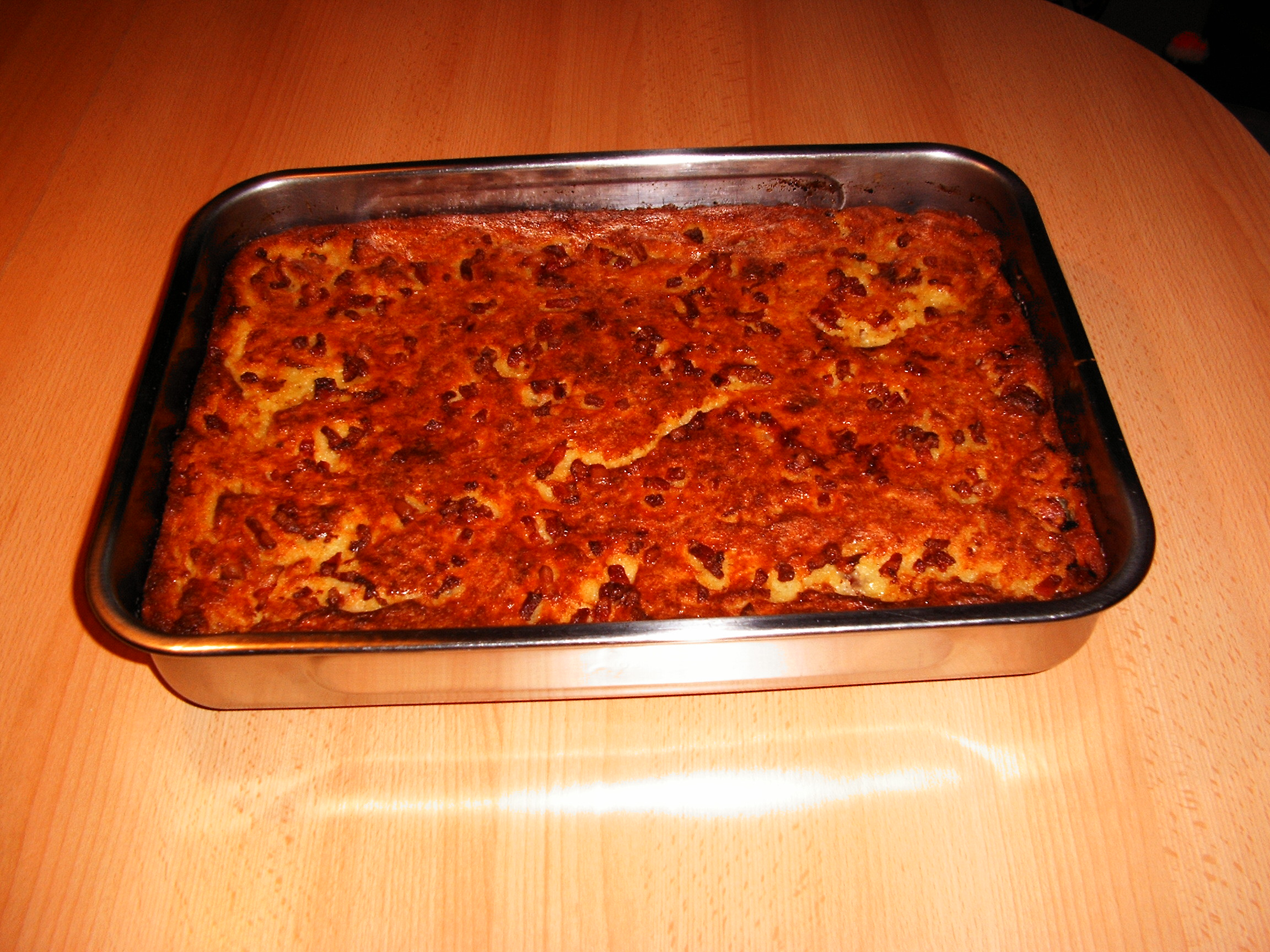
Plat de Potthucke prêt à servir.

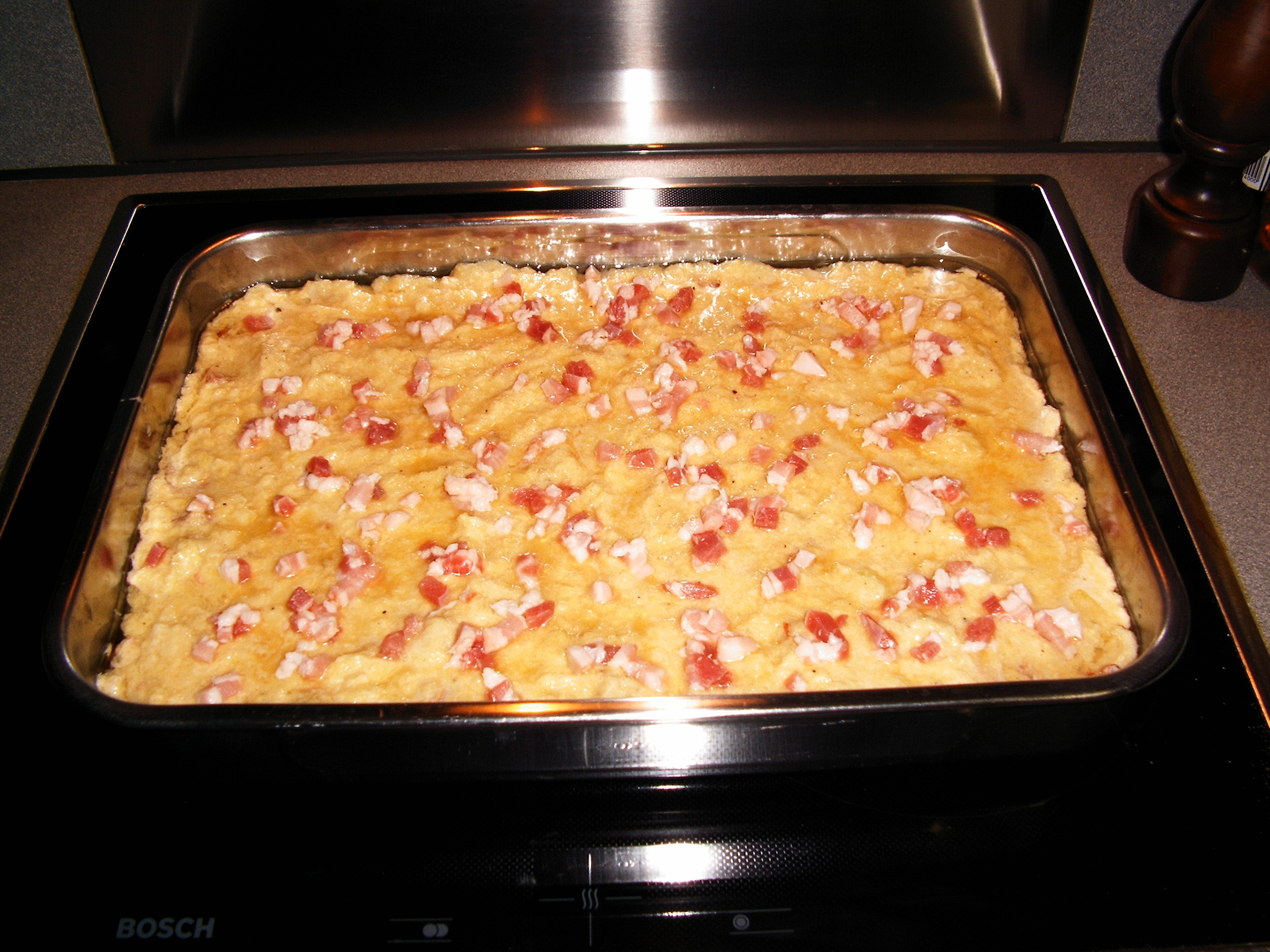
Préparation prête à enfourner.

Le Potthucke est un mets à base de pommes de terre traditionnel de la cuisine allemande, originaire de la région montagneuse de Sauerland en Rhénanie-du-Nord-Westphalie (Allemagne).
Le nom de ce plat provient de l'expression « das was im Topf hockt » (ce qui est dans le pot). Il s'agit d'un plat simple de la cuisine paysanne, qui se cuit au four, et que l'on peut trouver au menu de n'importe quel restaurant de la région.

## Préparation
La base du plat est une pâte préparée avec des pommes de terre et des oignons, pelés et taillés, auxquels on ajoute de la  farine et de la saucisse de type Mettwurst hachée. À l'assaisonnement on ajoute du poivre noir et de la noix de muscade.
L'ensemble est mis au four à 200 °C pendant 80 à 90 minutes. Les boissons qui accompagnent ce plat sont en général de la bière ou une eau-de-vie.

## Variantes
En Rhénanie, il existe des plats très semblables au Potthucke, avec quelques différences qui en font des spécialités propres de la région, tels le Döppcheskooche, le Döbbekuchen, le Dibbelabbes, le Kesselskooche, etc.